# Trình độ kỹ thuật số
Trình độ kỹ thuật số (hay còn gọi trình độ số, năng lực công nghệ số ) đề cập đến khả năng sử dụng thông tin và công nghệ kỹ thuật số để tìm kiếm, đánh giá và tạo ra thông tin rõ ràng thông qua văn bản và các phương tiện khác của một cá nhân trên các nền tảng kỹ thuật số khác nhau. Trình độ kỹ thuật số được đánh giá bằng khả năng ngữ pháp, bố cục, kỹ năng đánh máy và khả năng kiến tạo văn bản, hình ảnh, âm thanh và thiết kế của một cá nhân bằng công nghệ. Mặc dù trình độ kỹ thuật số ban đầu tập trung vào các kỹ năng kỹ thuật số và máy tính độc lập, nhưng sự ra đời của internet và sử dụng mạng xã hội đã khiến một số trọng tâm của nó chuyển sang các thiết bị di động . Tương tự như các định nghĩa mở rộng khác về năng lực hiểu biết, trình độ kỹ thuật số không thay thế các loại trình độ truyền thống, mà thay vào đó xây dựng và mở rộng các kỹ năng hình thành nền tảng của các trình độ truyền thống. Trình độ kỹ thuật số nên được coi là một phần của con đường dẫn đến năng lực hiểu biết.
Trình độ kỹ thuật số được xây dựng dựa trên vai trò mở rộng của nghiên cứu khoa học xã hội trong lĩnh vực năng lực hiểu biết  cũng như các khái niệm của hiểu biết hình ảnh, hiểu biết máy tính, và hiểu biết thông tin .
Nhìn chung, trình độ kỹ thuật số chia sẻ nhiều nguyên tắc xác định với các lĩnh vực khác sử dụng một từ nối trước từ "trình độ" để xác định một trình độ hiểu biết hoặc năng lực cụ thể. Thuật ngữ này đã trở nên phổ biến trong giáo dục nói chung và giáo dục đại học nói riêng và được sử dụng trong cả tiêu chuẩn quốc tế và quốc gia.

## Lịch sử

### Sự trỗi dậy của trình độ kỹ thuật số
Trình độ kỹ thuật số thường được thảo luận trong bối cảnh tiền thân của nó - kiến thức truyền thông. Giáo dục kiến thức truyền thông bắt đầu ở Vương quốc Anh và Hoa Kỳ do kết quả của việc tuyên truyền chiến tranh trong những năm 1930 và sự gia tăng của quảng cáo trong những năm 1960. Các thông điệp sai lệch và sự gia tăng trong các hình thức truyền thông khác nhau khiến các nhà giáo dục phải trăn trở. Các nhà giáo dục bắt đầu thúc đẩy giáo dục kiến thức truyền thông để dạy các cá nhân cách phán đoán và tiếp cận các thông điệp truyền thông họ đang nhận được. Khả năng phê bình nội dung kỹ thuật số và phương tiện truyền thông cho phép các cá nhân xác định các thành kiến và đánh giá các thông điệp một cách độc lập.
Danah boyd nhấn mạnh tầm quan trọng của kiến thức truyền thông, đặc biệt là đối với thanh thiếu niên. Cô tin rằng các kỹ năng hiểu biết truyền thông quan trọng là bước đầu tiên để xác định những thành kiến trong nội dung truyền thông, chẳng hạn như trong quảng cáo trực tuyến hoặc in ấn. Kỹ năng kỹ thuật và trình độ kỹ thuật số hiểu biết về điều hướng hệ thống máy tính tiếp tục giúp các cá nhân tự đánh giá thông tin. Rào cản trong việc tiếp thu các kỹ năng kỹ thuật và kiến thức về máy tính đặt ra giới hạn cho các cá nhân khi tham gia vào thế giới kỹ thuật số.
Để các cá nhân đánh giá các thông điệp kỹ thuật số và phương tiện một cách độc lập, họ phải chứng tỏ năng lực hiểu biết về kỹ thuật số và phương tiện truyền thông. Renee Hobbs đã phát triển một danh sách các kỹ năng thể hiện trình độ kỹ thuật số hiểu biết về kỹ thuật số và truyền thông. Hiểu biết về kỹ thuật số và phương tiện truyền thông bao gồm khả năng kiểm tra và hiểu ý nghĩa của thông điệp, đánh giá độ tin cậy và đánh giá chất lượng của một sản phẩm kỹ thuật số. Một cá nhân có trình độ kỹ thuật số trở thành một thành viên có trách nhiệm xã hội trong cộng đồng của họ bằng cách truyền bá nhận thức và giúp người khác tìm giải pháp kỹ thuật số tại nhà, nơi làm việc hoặc trên một nền tảng quốc gia chung. Trình độ kỹ thuật số không chỉ liên quan đến đọc và viết trên thiết bị kỹ thuật số. Nó cũng liên quan đến năng lực sản xuất các phương thức truyền thông khác, như ghi và tải lên video.

### Sự phân chia kỹ thuật số
Phân chia kỹ thuật số (hay còn gọi là phân chia số) đề cập đến sự chênh lệch giữa mọi người - chẳng hạn như những người sống ở các quốc gia phát triển và đang phát triển - liên quan đến việc truy cập và sử dụng công nghệ thông tin và truyền thông (CNTT-TT), đặc biệt là phần cứng máy tính, phần mềm và Internet. Các cá nhân trong xã hội thiếu nguồn lực kinh tế để xây dựng cơ sở hạ tầng CNTT-TT sẽ không có hiểu biết kỹ thuật số đầy đủ, kỹ năng số của họ bị hạn chế. Sự phân chia có thể được giải thích bằng lý thuyết phân tầng xã hội của Max Weber, trong đó tập trung vào việc tiếp cận kiến tạo thay vì sở hữu nguồn lực. Tiếp cận kiến tạo trong trường hợp này là quyền truy cập vào CNTT để một cá nhân có thể thực hiện tương tác và tạo ra thông tin hoặc tạo ra một sản phẩm, và nếu không có nó, họ không thể tham gia vào quá trình học tập, hợp tác và sản xuất. Trình độ kỹ thuật số và tiếp cận kỹ thuật số đã trở thành sự khác biệt mang tính cạnh tranh ngày càng quan trọng đối với các cá nhân muốn sử dụng internet một cách có ý nghĩa. Tăng cường hiểu biết về kỹ thuật số và tiếp cận công nghệ cho những người bị bỏ lại trong cuộc cách mạng thông tin là mối quan tâm chung. Trong một bài viết của Jen Schradie có tên "The Great Class Wedge và Internet's Hidden Costs" cô ấy thảo luận về cách tầng lớp xã hội có thể ảnh hưởng đến việc có trình độ kỹ thuật số. Điều này tạo ra một sự phân chia trình độ kỹ thuật số.
Nghiên cứu được công bố vào năm 2012 cho thấy sự phân chia kỹ thuật số, như được xác định bởi việc tiếp cận công nghệ thông tin, không tồn tại trong giới trẻ ở Hoa Kỳ. Giới trẻ được kết nối với internet với tỷ lệ 94-98%. Tuy nhiên, vẫn còn một khoảng cách cơ hội, trong đó thanh thiếu niên từ các gia đình nghèo hơn và những người theo học các trường có điều kiện kinh tế xã hội thấp hơn ít có cơ hội để áp dụng hiểu biết kỹ thuật số của họ. Sự phân chia kỹ thuật số cũng nhấn mạnh sự khác biệt giữa những người "có tiếp cận" và những người "không tiếp cận", với các dữ liệu riêng cho nông thôn, thành thị và trung tâm thành phố. Ngoài ra, nghiên cứu hiện tại về phân chia kỹ thuật số cho thấy sự tồn tại của sự bất bình đẳng giữa người trẻ và người già. Một định nghĩa khác của sự phân chia kỹ thuật số là sự khác biệt giữa công nghệ được giới trẻ truy cập bên ngoài trường và bên trong lớp học.

### "Người bản địa kỹ thuật số"và "Người nhập cư kỹ thuật số"

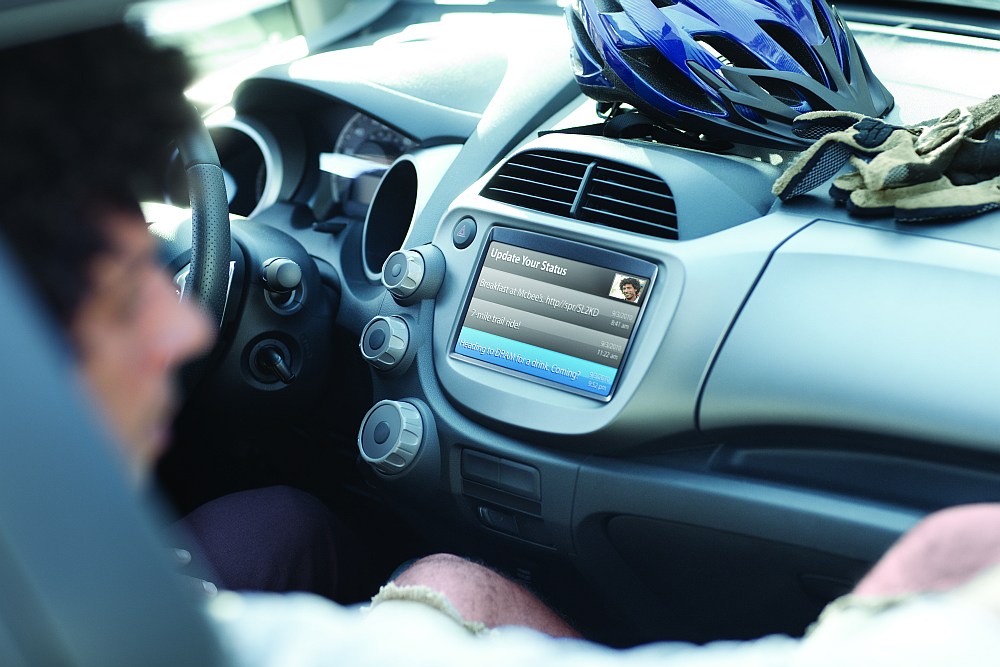
người bản địa kỹ thuật số sử dụng một chiếc xe thông minh

Marc Prensky đã phát minh và phổ biến các thuật ngữ người bản địa kỹ thuật số và người nhập cư kỹ thuật số để mô tả tương ứng một người sinh ra trong thời đại kỹ thuật số và một người phải thích nghi với các kỹ năng kỹ thuật số ở phần sau của cuộc đời. Hai nhóm người này đã có những tương tác khác nhau với công nghệ từ khi sinh ra, một khoảng cách thế hệ. Điều này liên quan trực tiếp đến trình độ kỹ thuật số của họ. "Người bản địa kỹ thuật số" đã tạo ra các hệ thống thông tin phổ biến (UIS). Những hệ thống này bao gồm điện thoại di động, máy tính xách tay và trợ lý kỹ thuật số cá nhân. Họ cũng ứng dụng kỹ thuật số trong ô tô và các tòa nhà (xe thông minh và nhà thông minh), tạo ra trải nghiệm công nghệ độc đáo mới.
Carr tuyên bố rằng những "người nhập cư kỹ thuật số", mặc dù họ tiếp xúc với cùng một công nghệ giống như người bản địa số, có sự hạn chế để đạt được giao tiếp kỹ thuật số như người bản địa kỹ thuật số. Trên thực tế, nghiên cứu cho thấy, do bản chất dễ uốn nắn của bộ não, công nghệ đã thay đổi cách người học ngày nay đọc, nhận thức và xử lý thông tin. Marc Prensky tin rằng đây là một vấn đề bởi vì các người học ngày nay có vốn từ vựng và kỹ năng mà các nhà giáo dục (những người tại thời điểm viết bài của ông, được xem là người nhập cư kỹ thuật số) không hiểu đầy đủ.
Thống kê và các ví dụ phổ biến của người cao tuổi cho thấy họ là người nhập cư kỹ thuật số. Ví dụ, Canada năm 2010 đã phát hiện ra rằng 29% công dân từ 75 tuổi trở lên và 60% công dân trong độ tuổi từ 65-74 đã duyệt internet trong một tháng. Ngược lại, hoạt động internet đạt gần 100% trong số các công dân từ 15 đến 24 tuổi.

### Khoảng cách tham gia
Nhà lý thuyết truyền thông Henry Jenkins đã đặt ra khoảng cách tham gia  và phân biệt khoảng cách tham gia với khoảng cách kỹ thuật số. Theo Jenkins, khoảng cách tham gia là sự chênh lệch về các kỹ năng xuất hiện khi các cá nhân có mức độ tiếp cận công nghệ khác nhau. Jenkins cho rằng người học học các bộ kỹ năng công nghệ khác nếu họ chỉ có quyền truy cập internet trong thư viện hoặc trường học. Cụ thể, Jenkins quan sát rằng các người học truy cập internet tại nhà có nhiều cơ hội hơn để phát triển kỹ năng của họ và có ít hạn chế hơn, chẳng hạn như giới hạn thời gian và bộ lọc trang web thường được sử dụng trong thư viện. Khoảng cách tham gia được hướng tới Thế hệ Millennials. Kể từ năm 2008, khi nghiên cứu này được tạo ra, họ là thế hệ sớm nhất được sinh ra trong thời đại công nghệ. Đến năm 2008, nhiều công nghệ đã được tích hợp vào lớp học. Vấn đề với trình độ kỹ thuật số là một số người học có sự tiếp cận internet ở nhà tương đương với những gì họ tương tác trong lớp, một số người học lại chỉ có sự tiếp cận internet ở trường và thư viện. Họ không nhận được đủ hoặc cùng chất lượng của trải nghiệm kỹ thuật số. Điều này tạo ra khoảng cách tham gia, cùng với việc thiếu hiểu biết về kỹ thuật số.

## Những tương đương số
Quy trình công việc kỹ thuật số cho phương tiện truyền thông cổ điển đã phần lớn thay thế cho quy trình tương tự(Analog). Khả năng sao chép hoàn hảo, sao lưu và hoàn nguyên các thay đổi trong tài liệu kỹ thuật số của máy tính giúp giảm đáng kể chi phí sản xuất hàng loạt và thiệt hại kinh tế khi gây ra lỗi trong khi thực hiện công việc. Trong nhiều trường hợp, các phương pháp kỹ thuật số không đủ để xử lý công việc, như trong trường hợp loại bỏ nhấp nháy khỏi các mô hình CNC, đòi hỏi việc vẫn phải áp dụng một số kỹ năng tương tự (Analog). Trong các trường hợp khác, sự không hoàn hảo trong việc xử lý lại giúp đạt được tính thẩm mỹ cụ thể như trong wabisabi, một thứ mà một cỗ máy có thể gặp khó khăn khi tự động sản xuất. 
| Kỹ năng tương tự  | Tương đương kỹ thuật số               | Ghi chú |
| ----------------- | ------------------------------------- | ------- |
| Bức vẽ            | Chỉnh sửa bitmap                      |         |
| Hình minh họa     | Đồ họa vector                         |         |
| Soạn thảo         | CAD                                   |         |
| Thành phần        | Xử lý văn bản                         |         |
| Tổng hợp          | Tổng hợp kỹ thuật số                  |         |
| Biên tập phim     | Chỉnh sửa video số                    |         |
| Sắp chữ           | Sắp chữ kỹ thuật số, LaTeX            |         |
| Định dạng         | Ngôn ngữ đánh dấu                     |         |
| In ấn             | Máy in                                |         |
| Gỗ và cơ khí      | Máy CNC                               |         |
| In lụa và in khối | In offset, Photolithography           |         |
| Dệt               | Máy dệt tự động                       |         |
| Hoạt hình         | Máy tính hỗ trợ hoạt hình, mô hình 3D |         |
| Trộn âm thanh     | Làm chủ âm thanh kỹ thuật số          |         |

## Trong học thuật và sư phạm
Trong học thuật, hiểu biết kỹ thuật số là một phần của lĩnh vực điện toán bên cạnh khoa học máy tính và công nghệ thông tin .
Với ý nghĩa của kiến thức kỹ thuật số đối với người học và các nhà giáo dục, ngành giáo dục đã nhấn mạnh bốn mô hình cụ thể trong ứng dụng với phương tiện kỹ thuật số. Bốn mô hình đó là tham gia văn bản, phá mã, phân tích văn bản và sử dụng văn bản. Những phương pháp này hướng dẫn cho học sinh, sinh viên (và những người học khác) khả năng tham gia đầy đủ vào các phương tiện truyền thông, nhưng cũng giúp họ liên kết văn bản kỹ thuật số với kinh nghiệm sống của họ.

### Những kỹ năng của thế kỷ 21
Trình độ kỹ thuật số đòi hỏi các bộ kỹ năng nhất định có tính chất liên ngành. Warschauer và Matuchniak (2010) liệt kê ba bộ kỹ năng, hoặc các kỹ năng thế kỷ 21, mà các cá nhân cần nắm vững để có thể có trình độ kỹ thuật số: thông tin, truyền thông và công nghệ; kỹ năng học tập và đổi mới; và kỹ năng sống và nghề nghiệp. Aviram et al. khẳng định rằng để có thể thành thạo Kỹ năng sống và nghề nghiệp, cũng cần có khả năng linh hoạt và khả năng thích ứng, chủ động và tự định hướng, các kỹ năng xã hội và giao thoa văn hóa, năng suất và trách nhiệm, lãnh đạo và trách nhiệm. Trình độ kỹ thuật số bao gồm các trình độ hiểu biết khác nhau, vì thế không cần so sánh sự tương đồng và khác biệt. Một số trong những trình độ hiểu biết này là kiến thức truyền thông và năng lực hiểu biết thông tin.
Aviram & Eshet-Alkalai cho rằng có năm loại năng lực hiểu biết được bao gồm trong thuật ngữ "trình độ kỹ thuật số".
1. Hiểu biết về hình ảnh : khả năng đọc và suy luận thông tin từ hình ảnh.
2. Hiểu biết về kiến tạo : khả năng sử dụng công nghệ kỹ thuật số để tạo ra một tác phẩm mới hoặc kết hợp các tác phẩm hiện có với nhau để biến nó thành của riêng mình.
3. Hiểu biết về phân loại : khả năng định hướng, phân biệt thành công trong môi trường phi tuyến tính của không gian kỹ thuật số.
4. Hiểu biết thông tin : khả năng tìm kiếm, định vị, đánh giá và phê bình thông tin tìm thấy trên web và các thư viện.
5. Hiểu biết về cảm xúc xã hội : các khía cạnh xã hội và cảm xúc của việc có mặt trực tuyến, cho dù đó có thể là giao tiếp, và hợp tác, hoặc đơn giản là tiêu thụ các nội dung.[32]

## Các ứng dụng của trình độ kỹ thuật số

### Trong giáo dục
Các trường liên tục cập nhật chương trình giảng dạy của mình để theo kịp sự phát triển của công nghệ. Điều này thường bao gồm các máy tính trong lớp học, việc sử dụng phần mềm giáo dục để dạy chương trình giảng dạy và tài liệu khóa học được cung cấp cho người học trực tuyến. Người học thường được dạy các kỹ năng đọc viết như cách xác minh các nguồn đáng tin cậy trực tuyến, trích dẫn các trang web và ngăn chặn đạo văn. Google và Wikipedia thường được sử dụng bởi người học "cho nghiên cứu hàng ngày", và chỉ là hai công cụ phổ biến tạo điều kiện cho giáo dục hiện đại. Công nghệ kỹ thuật số đã tác động đến cách dạy tài liệu trong lớp học. Với việc sử dụng công nghệ tăng lên trong thập kỷ qua, các nhà giáo dục đang thay đổi các hình thức giảng dạy truyền thống, đưa vào các tài liệu về các khái niệm liên quan đến trình độ kỹ thuật số. Một số trang web đang hỗ trợ những nỗ lực này như Google Docs, Prezi và Easybib. Mỗi dịch vụ đã hỗ trợ người học bằng giảng dạy cách cộng tác, cho phép người học sử dụng các mẫu trình bày sáng tạo được tạo sẵn và giúp tạo ra các trích dẫn ở bất kỳ định dạng nào. Ngoài ra, các nhà giáo dục cũng đã chuyển sang các mạng xã hội để giao tiếp và chia sẻ ý tưởng với nhau. Các tiêu chuẩn mới đã được áp dụng khi mà công nghệ kỹ thuật số đã tăng hiệu quả các lớp học, với nhiều lớp học được thiết kế để sử dụng bảng thông minh và hệ thống phản hồi khán giả thay thế cho bảng phấn hoặc bảng trắng truyền thống.  Sự phát triển năng lực kỹ thuật số của giáo viên (TDC) nên bắt đầu trong việc đào tạo giáo viên và tiếp tục trong suốt những năm thực hành sau đó. Tất cả điều này với mục đích sử dụng Công nghệ số (DT) để cải thiện việc giảng dạy và phát triển chuyên môn.

#### Năng lực kỹ thuật số
Vào năm 2013, Đại học Mở Hà Lan đã phát hành một bài viết xác định mười hai lĩnh vực năng lực kỹ thuật số. Những lĩnh vực này dựa trên kiến thức và kỹ năng mà mọi người phải có được để trở thành một người có trình độ kỹ thuật số.
- A. Kiến thức chung và kỹ năng chức năng. Biết những điều cơ bản của các kỹ thuật số và sử dụng chúng cho các mục đích cơ bản.
- B. Sử dụng trong cuộc sống hàng ngày. Có thể sử dụng các công nghệ kỹ thuật số vào các hoạt động trong cuộc sống hàng ngày.
- C. Chuyên môn và nâng cao năng lực cho công việc và thể hiện sáng tạo. Có thể sử dụng CNTT-TT để thể hiện sự sáng tạo và cải thiện hiệu suất chuyên nghiệp của mình.
- D. Truyền thông và cộng tác bằng công nghệ. Có khả năng kết nối, chia sẻ, giao tiếp và cộng tác hiệu quả với những người khác trong môi trường kỹ thuật số.
- E. Xử lý và quản lý thông tin. Sử dụng công nghệ để cải thiện khả năng thu thập, phân tích và đánh giá mức độ phù hợp và mục đích của thông tin kỹ thuật số.
- F. Quyền riêng tư và bảo mật. Có thể bảo vệ sự riêng tư của mình và thực hiện các biện pháp bảo mật thích hợp.
- G. Các khía cạnh pháp lý và đạo đức. Hành xử phù hợp và theo cách có trách nhiệm xã hội trong môi trường kỹ thuật số và nhận thức được các khía cạnh pháp lý và đạo đức trong việc sử dụng CNTT-TT.
- H. Cân bằng thái độ đối với công nghệ. Thể hiện một thái độ học hỏi, cởi mở và cân bằng đối với xã hội thông tin và việc sử dụng các công nghệ kỹ thuật số.
- I. Hiểu biết và nhận thức về vai trò của CNTT trong xã hội. Hiểu được bối cảnh rộng hơn của việc sử dụng và phát triển CNTT.
- J. Học về các công nghệ kỹ thuật số trên chính nó. Khám phá các công nghệ mới nổi và tích hợp chúng.
- K. Có thể ra quyết định về công nghệ kỹ thuật số. Nhận thức được hầu hết các công nghệ có liên quan hoặc phổ biến.
- L. Có thể thể hiện năng lực bản thân dễ dàng. Tự tin và sáng tạo áp dụng các công nghệ kỹ thuật số để tăng hiệu lực và hiệu quả trong làm việc chuyên nghiệp.

Các năng lực trên đều là nền tảng của nhau. Năng lực A, B và C là những kiến thức và kỹ năng cơ bản mà một người phải có để trở thành một người có trình độ kỹ thuật số toàn diện. Khi có được ba năng lực này, bạn có thể dựa vào đó để xây dựng các năng lực khác.

#### Viết trên nền tảng kỹ thuật số
Giáo sư Suzanne Mckee-Waddell  của Đại học Nam Mississippi đã khái niệm hóa ý tưởng sáng tác kỹ thuật số là khả năng tích hợp nhiều dạng công nghệ truyền thông và nghiên cứu để hiểu các vấn đề. Viết kỹ thuật số là một lĩnh vực đang được dạy ngày càng nhiều trong các trường đại học. Nó tập trung vào cách tạo nên ảnh hưởng, đã có trên các môi trường viết khác nhau; không chỉ đơn giản là quá trình sử dụng máy tính để viết. Các nhà giáo dục ủng hộ việc viết kỹ thuật số cho rằng điều đó là cần thiết bởi vì "công nghệ thay đổi căn bản cách các bài viết được tạo ra, truyền đạt và tiếp thu."  Mục tiêu của việc dạy viết kỹ thuật số là người học sẽ tăng khả năng tạo ra các tác phẩm chất lượng cao, thay vì chỉ là một bài viết học thuật thông thường.
Một khía cạnh của viết kỹ thuật số là việc sử dụng siêu văn bản hoặc LaTeX. Trái ngược với văn bản in, siêu văn bản mời độc giả khám phá thông tin linh hoạt. Siêu văn bản bao gồm văn bản truyền thống và siêu liên kết đưa người đọc đến các văn bản khác. Các liên kết này có thể đề cập đến các thuật ngữ hoặc khái niệm liên quan (chẳng hạn như trường hợp trên Wikipedia ) hoặc chúng có thể cho phép người đọc chọn thứ tự mà họ đọc. Quá trình viết kỹ thuật số đòi hỏi người viết phải đưa ra những "quyết định khác nhau liên quan đến liên kết hoặc thiếu sót liên kết". Những quyết định này "làm phát sinh câu hỏi về trách nhiệm của tác giả đối với văn bản và tính khách quan." 

### Trong cộng đồng
Để sử dụng đúng các nền tảng kỹ thuật số khác nhau cần có trình độ kỹ thuật số. Có năng lực hiểu biết về các mạng xã hội và Web 2.0 giúp mọi người giữ liên lạc với người khác, truyền thông tin kịp thời và thậm chí mua và bán hàng hóa và dịch vụ . Hiểu biết về kỹ thuật số cũng có thể ngăn mọi người bị lợi dụng trực tuyến, khi mà thao túng ảnh, lừa đảo qua thư điện tử và lừa đảo thường có thể đánh lừa người không có hiểu biết số, lừa đảo tiền của nạn nhân và khiến họ dễ bị ăn cắp danh tính. Tuy nhiên, những người sử dụng công nghệ và internet để thực hiện hành vi lừa đảo này sở hữu khả năng hiểu biết về kỹ thuật số để đánh lừa nạn nhân bằng cách hiểu các xu hướng công nghệ; vậy nên việc có trình độ kỹ thuật số để luôn luôn đi trước một bước khi sử dụng thế giới kỹ thuật số, ví dụ như bảo vệ quyền riêng tư trên Internet của bản thân mình, là rất quan trọng.
Với sự xuất hiện của mạng xã hội, các cá nhân có trình độ kỹ thuật số hiện có tiếng nói trực tuyến lớn. Các trang web như Facebook và Twitter, cũng như các trang web và blog cá nhân, đã cho phép một loại hình báo chí mới mang tính chủ quan, cá nhân và "đại diện cho một cuộc trò chuyện toàn cầu được kết nối thông qua cộng đồng mạng xã hội."  Các cộng đồng trực tuyến này thúc đẩy sự tương tác nhóm giữa những người có trình độ kỹ thuật số. Mạng xã hội cũng giúp người dùng thiết lập danh tính kỹ thuật số hoặc "biểu diễn kỹ thuật số tượng trưng cho các thuộc tính nhận dạng". Không có kiến thức kỹ thuật số hoặc sự trợ giúp của một người có trình độ kỹ thuật số, người ta không thể sở hữu một danh tính kỹ thuật số cá nhân (điều này được liên kết chặt chẽ với kiến thức web).
Nghiên cứu đã chứng minh rằng sự khác biệt về trình độ kỹ thuật số phụ thuộc chủ yếu vào độ tuổi và trình độ học vấn, trong khi ảnh hưởng của giới tính đang giảm. Giới trẻ có kiến thức kỹ thuật số cao. Những người trẻ tuổi thân thuộc với siêu văn bản và các nguồn trực tuyến khác nhau.Tuy nhiên, họ vẫn thiếu các kỹ năng để đánh giá phản biện các nội dung trực truyến.

### Trong lực lượng lao động
Đạo luật cơ hội và đổi mới lực lượng lao động 2014 (WIOA) định nghĩa trình độ kỹ thuật số là một hoạt động chuẩn bị cho lực lượng lao động. Trong thế giới hiện đại, nhân viên cần có trình độ kỹ thuật số, có kỹ năng kỹ thuật số đầy đủ. Những người có trình độ kỹ thuật số sẽ có kinh tế vững chắc, khi nhiều công việc đòi hỏi kiến thức làm việc về máy tính và Internet để thực hiện các nhiệm vụ cơ bản.
Công việc văn phòng ngày nay được thực hiện chủ yếu trên máy tính và thiết bị cầm tay. Nhiều công việc đòi hỏi phải có bằng cấp về kiến thức kỹ thuật số nếu muốn được thuê hoặc thăng chức. Đôi khi các công ty sẽ sử dụng các bài kiểm tra của riêng họ cho nhân viên, hoặc yêu cầu các bằng cấp chính thức.
Khi công nghệ đã trở nên rẻ hơn và có sẵn hơn, nhiều công việc cổ cồn xanh cũng đòi hỏi phải có kiến thức số. Ví dụ, các nhà sản xuất và nhà bán lẻ sẽ thu thập và phân tích dữ liệu về năng suất và xu hướng thị trường để duy trì năng lực cạnh tranh. Các công trường xây dựng thường sử dụng máy tính để tăng sự an toàn của công nhân.

### Trong kinh doanh & tiếp thị
Ngày càng nhiều các doanh nghiệp đang cải thiện quy trình với công nghệ kỹ thuật số và các công cụ trực tuyến.
Các công nghệ kỹ thuật số khi điều hành doanh nghiệp có thể sử dụng để:
- Bán hàng hóa hoặc dịch vụ (thương mại điện tử trên các nền tảng website và ứng dụng)
- Xác định nguồn tài nguyên (tìm kiếm khách hàng giao dịch B2B)
- Quản lý tài chính và nhân viên (phần mềm kế toán)
- Tiếp thị doanh nghiệp trực tuyến (bao gồm cả phương tiện truyền thông xã hội)

Điều quan trọng là xem xét các rủi ro và lợi ích của việc sử dụng các công nghệ thông tin và truyền thông khác nhau để cải thiện quy trình kinh doanh trước khi đầu tư vào chúng. Việc hợp lý hóa hệ thống kinh doanh với các công cụ để quản lý tài nguyên, nguồn nhân lực và mối quan hệ khách hàng chỉ hiệu quả nếu chúng có thể được thực hiện thành công và có lợi cho mọi người tham gia.
Cho dù doanh nghiệp sở hữu công nghệ kỹ thuật số mạnh nhất và mới nhất thì doanh nghiệp vẫn chỉ có rất ít lợi ích nếu các bên liên quan và đối tác của họ chống lại những sự thay đổi hoặc không hiểu cách sử dụng công nghệ đó. Vì vậy, trình độ kỹ thuật số của các bên liên quan nói chung và đội ngũ nhân viên khách hàng nói riêng là một yếu đó ảnh hưởng lên hiệu quả hoạt động và lợi ích đạt được của doanh nghiệp.
Trình độ kỹ thuật số có ý nghĩa tốt đối với kinh doanh. Một lực lượng lao động có trình độ kỹ thuật số có thể giúp các doanh nghiệp bán sản phẩm và dịch vụ hiệu quả hơn. ClickZ báo cáo dữ liệu năm 2017 cho thấy một liên kết mạnh mẽ giữa kiến thức kỹ thuật số của một tổ chức và mức độ hiểu biết của khách hàng. Tại các tổ chức nơi nhân viên có thể sử dụng phần mềm phân tích dữ liệu cơ bản và trò chuyện với khách hàng về an ninh mạng và mã hóa, đại đa số nhân viên (83%) cảm thấy toàn bộ tổ chức hiểu khách hàng của mình. Trong các tổ chức nơi những kỹ năng này không tồn tại, chỉ có 18% báo cáo rằng họ cảm thấy họ hiểu khách hàng.

#### Kỹ năng cần thiết cho trình trình độ kỹ thuật số trong môi trường kinh doanh
Từ một cuộc khảo sát online được thực hiện trong dự án được thực hiện bởi ISBA, các chuyên gia đã xếp hạng các kỹ năng của trình độ kỹ thuật số trong môi trường kinh doanh.
1. eCitizen
2. Kỹ năng công nghệ thông tin
3. Công nghệ Internet và mạng xã hội
4. Thiết lập thiết bị mạng nhỏ và thiết bị mạng gia đình
5. Thiết lập hệ thống mạng, thiết bị văn phòng và gia đình nhỏ
6. Phát triển và cộng tác nội dung số
7. Phát triển Web
8. Thiết lập giải pháp truyền thông trong kinh doanh và bảo mât hệ thống
9. Bán sản phẩm và dịch trực tuyến
10. Phát triển bối cảnh kinh doanh và lựa chọn chiến lược giải pháp công nghệ thông tin phù hợp
11. Quản lý dự án chuyển đổi kỹ thuật số kinh doanh
12. Thiết lập khả năng kinh doanh thương mại điện tử
13. Quản lý dịch vụ công nghệ thông tin ảo hoặc có nguồn gốc
14. Thiết lập mục tiêu kinh doanh công nghệ thông tin xanh và bền vững

## Tác động toàn cầu
Liên Hợp Quốc đã đưa trình độ kỹ thuật số vào các Mục tiêu Phát triển bền vững năm 2030, theo chỉ số chủ đề 4.4.2, khuyến khích phát triển trình độ kỹ thuật số ở thanh thiếu niên và người trưởng thành để tạo điều kiện cho các cơ hội giáo dục và phát triển nghề nghiệp. Các sáng kiến quốc tế như Hội đồng trình độ kỹ thuật số toàn cầu (GDLC) và Liên minh trí tuệ kỹ thuật số (CDI) cũng đã nhấn mạnh sự cần thiết và các chiến lược để giải quyết vấn đề trình độ kỹ thuật số trên phạm vi toàn cầu. CDI, dưới sự bảo trợ của Viện DQ, đã tạo ra một Khung Chung về Trình độ, Kỹ năng và Sẵn sàng Kỹ thuật số vào năm 2019, bao hàm 8 lĩnh vực của cuộc sống số (nhận dạng, sử dụng, an toàn, bảo mật, trí tuệ cảm xúc, giao tiếp, năng lực hiểu biết và quyền), ba mức độ trưởng thành (quyền công dân, sáng tạo và khả năng cạnh tranh) và ba thành phần của năng lực (kiến thức, thái độ và giá trị, kỹ năng; hoặc, cái gì, tại sao và như thế nào). Viện Thống kê thuộc UNESCO (UIS) cũng làm việc để tạo ra, thu thập, tạo bản đồ, và đánh giá các khuôn khổ chung về trình độ kỹ thuật số trên nhiều quốc gia thành viên trên toàn thế giới.
Bộ trưởng Giáo dục Philippines Jesli Lapus đã nhấn mạnh tầm quan trọng của việc có trình độ kỹ thuật số trong giáo dục Philippines. Ông tuyên bố sự không chịu thay đổi là trở ngại chính trong cải thiện nền giáo dục của quốc gia trong thế giới toàn cầu hóa . Năm 2008, Lapus được giới thiệu vào Đại sảnh Danh vọng "Vô địch về Kỹ thuật số" của Certiport bởi cống hiến của ông trong việc nhấn mạnh trình độ kỹ thuật số.
Một nghiên cứu được thực hiện vào năm 2011 bởi chương trình Ngôn ngữ học & Ngôn ngữ ứng dụng Nam Phi đã quan sát trình độ số của một số sinh viên Nam Phi . Nghiên cứu phát hiện ra rằng trong khi các khóa học của họ đã yêu cầu một số loại trình độ kỹ thuật số, rất ít sinh viên thực sự có quyền truy cập vào một máy tính. Nhiều người đã phải trả tiền cho người khác để gõ văn bản, vì họ gần như không có trình độ kỹ thuật số. Các phát hiện cho thấy rằng các lớp học, sự thiếu hiểu biết và thiếu kinh nghiệm vẫn ảnh hưởng đến việc tiếp cận kiến thức cần thiết của sinh viên Nam Phi.

## Trình độ kỹ thuật số tại Việt Nam
Theo The Inclusive Internet Index 2020 , Việt Nam:
- Đứng thứ 50 về mức độ có sẵn (Availability) - chất lượng và bề rộng của những cơ sở có sẵn phục vụ việc tiếp cận và các mức độ của việc sử dụng Internet.
- Đứng thứ 41st về sự liên quan (Relevance) - sự tồn tại và mức độ của những nội dung dưới ngôn ngữ địa phương và những nội dung liên quan (nhưng dưới ngôn ngữ khác).
- Đứng thứ 44 trên mức độ sẵn sàng (Readiness) - khả năng tiếp cận Internet, bao gồm kỹ năng, sự chấp nhận về mặt văn hóa, và những chính sách ủng hộ.
- Đứng thứ 72 về trình độ kỹ thuật số (Digital Literacy)
- Sự ủng hộ của chính phủ cho trình độ kỹ thuật số: mức 2 trên 3: Chính phủ có những chính sách để nâng cao trình độ kỹ thuật số cho người học và người dạy.
- Mức độ tiếp cận của các trang web quốc gia: Các trang web quốc gia không đạt đủ các yêu cầu kiểm tra hoặc không thể kiểm tra.

Tại Việt Nam, những thanh niên có hoàn cảnh khó khăn tại các làng chài dọc theo các khu vực ven biển giờ đây có thể tiếp cận dễ dàng hơn với các cơ sở học tập thông qua một dự án có tên là "Con thuyền khởi tạo". Mỗi con tàu có chức năng như một lớp học di động cho các cộng đồng mà chưa được phục vụ quyền truy cập vào các tài nguyên và đào tạo liên quan đến CNTT và khoa học máy tính, cũng như bảo vệ môi trường. Dự án nhằm giúp họ thích nghi với nền kinh tế kỹ thuật số và cải thiện sinh kế của họ.
Cấu phần mô hình sơ khởi về năng lực công nghệ số tại Việt Nam, đề xuất bởi Nghiên cứu của tác giả Nguyễn Tấn Đạt & Pascal Marquet:
Trong giáo dục, một số trường đại học tại Việt Nam đã bắt đầu yêu cầu chuẩn đầu ra bắt buộc gồm có chứng chỉ IC3 - Chứng chỉ trình độ kỹ thuật số.